# Paterna
Paterna é um município da Espanha na província de Valência, Comunidade Valenciana. Tem 35,8 km² de área e em 2021 tinha 71 361 habitantes (densidade: 1 993,3 hab./km²).

## Demografia
| Variação demográfica do município entre 1991 e 2005 | Variação demográfica do município entre 1991 e 2005 | Variação demográfica do município entre 1991 e 2005 | Variação demográfica do município entre 1991 e 2005 |       |
| --------------------------------------------------- | --------------------------------------------------- | --------------------------------------------------- | --------------------------------------------------- | ----- |
| 2005                                                | 2004                                                | 2001                                                | 1996                                                | 1991  |
| 54560                                               | 51162                                               | 46974                                               | 47414                                               | 41081 |